# Bévy
Bévy is een gemeente in het Franse departement Côte-d'Or (regio Bourgogne-Franche-Comté) en telt 97 inwoners (2009). De plaats maakt deel uit van het arrondissement Dijon.

## Geografie
De oppervlakte van Bévy bedraagt 5,3 km², de bevolkingsdichtheid is dus 18,3 inwoners per km².

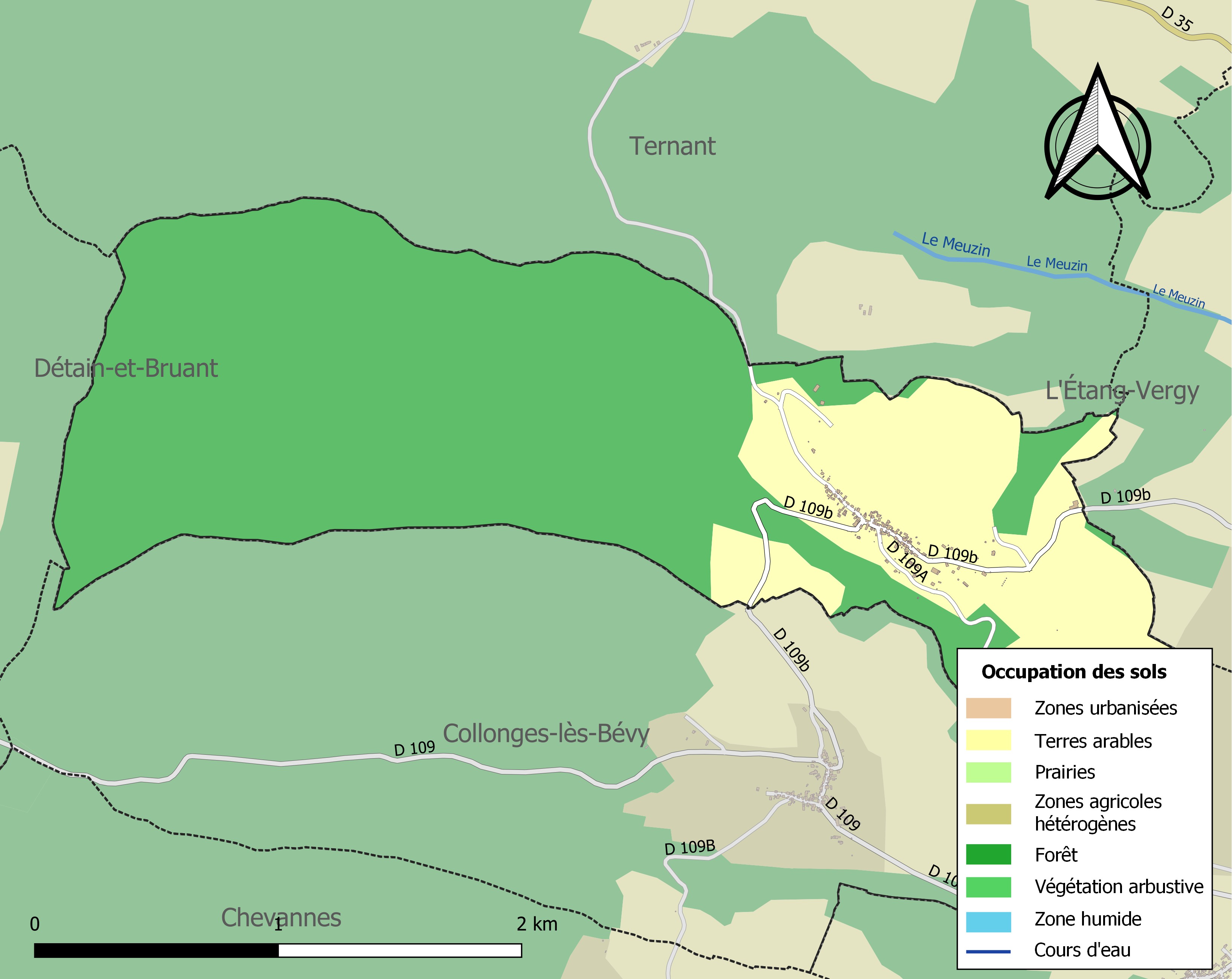
Kaart van de gemeente met de belangrijkste infrastructuur, bodemgebruik en omliggende gemeenten

De onderstaande kaart toont de ligging van Bévy met de belangrijkste infrastructuur en aangrenzende gemeenten.

## Demografie
Onderstaande figuur toont het verloop van het inwonertal (bron: INSEE-tellingen).